# Heinrich Matthias Sengelmann

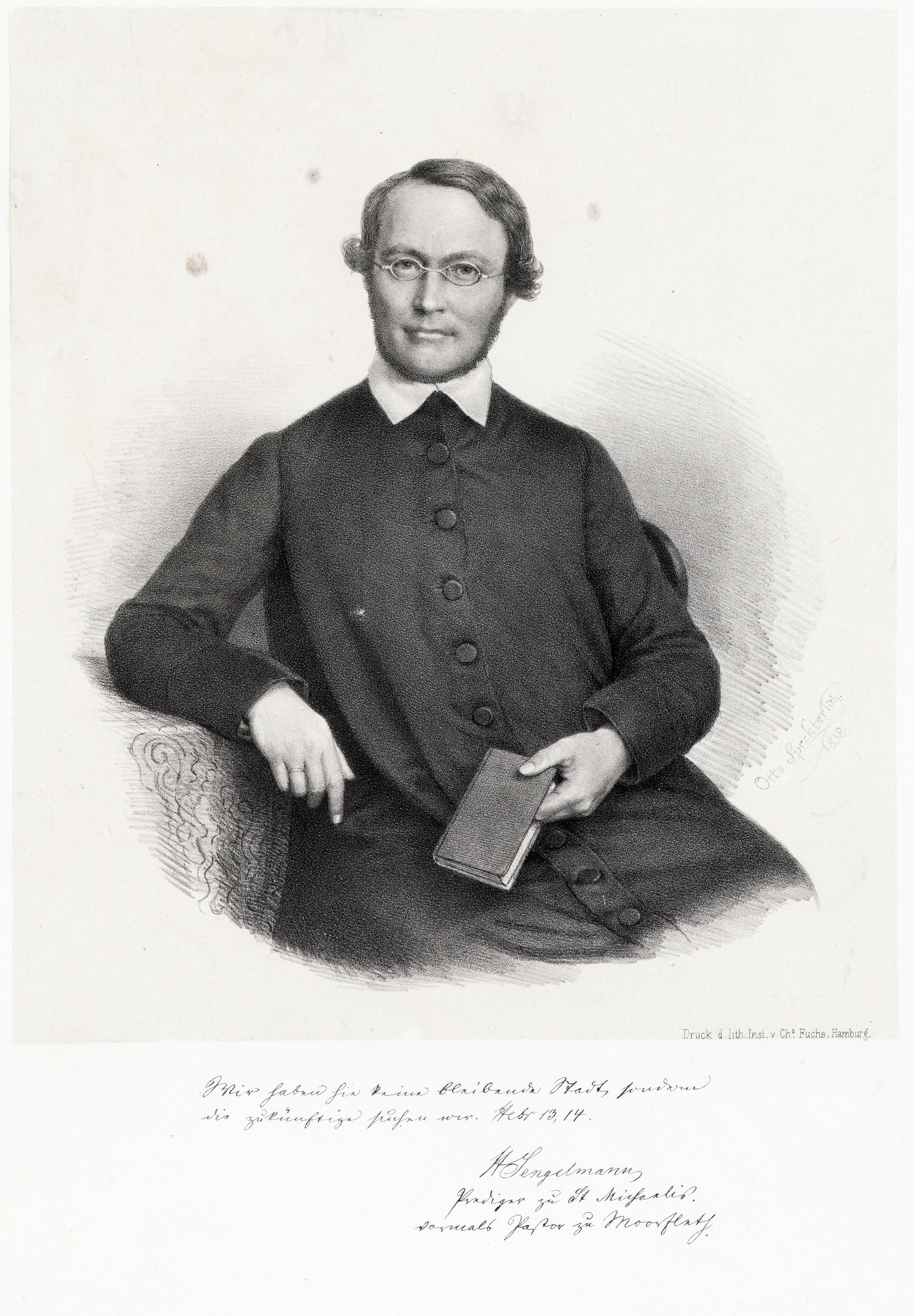
Heinrich Matthias Sengelmann, Lithografie von Otto Speckter 1858

Heinrich Matthias Sengelmann (* 25. Mai 1821 in Hamburg; † 3. Februar 1899) war ein deutscher evangelisch-lutherischer Pastor und Gründer der Alsterdorfer Anstalten.

## Leben
Sengelmann war das einzige Kind eines 1810 aus Holstein eingewanderten Viehhändlers und Gastwirts. Nach dem Abgangsexamen 1840 studierte er Theologie an der Universität Leipzig, hörte aber auch Orientalistik bei Julius Fürst (1805–1873) und Anthropologie bei dem Psychiater Johann Christian August Heinroth (1773–1843). Vor allem aber freundete er sich mit Friedrich August Gottreu Tholuck (1799–1877) an, der ihm zu einer akademischen Laufbahn für alttestamentliche Theologie riet. 1843 promovierte Sengelmann mit einer Arbeit unter dem Titel: „Das Buch von den sieben weisen Meistern, aus dem Hebräischen und Griechischen zum ersten Male übersetzt und mit literarhistorischen Vorbemerkungen versehen“.
Zurück in Hamburg war Sengelmann während seiner dreijährigen Kandidatenzeit als Hauslehrer und Prediger tätig und organisierte den ersten Hamburger Jünglingsverein. Am 10. Juli 1846 trat er seine erste Pfarrstelle in Moorfleet im Marschgebiet zwischen Elbe und Bille, an. Im Dezember 1852 wurde er zum Diakon an St. Michaelis berufen, der seinerzeit größten Gemeinde Hamburgs. Er wurde auf eigenen Wunsch im Oktober 1866 entlassen, auch weil er sich inzwischen stark für die von ihm selbst gegründeten „Alsterdorfer Anstalten“ engagierte.

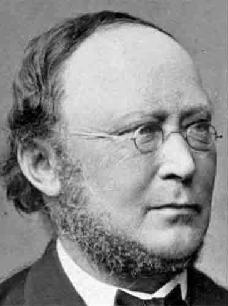
Sengelmann in späteren Jahren

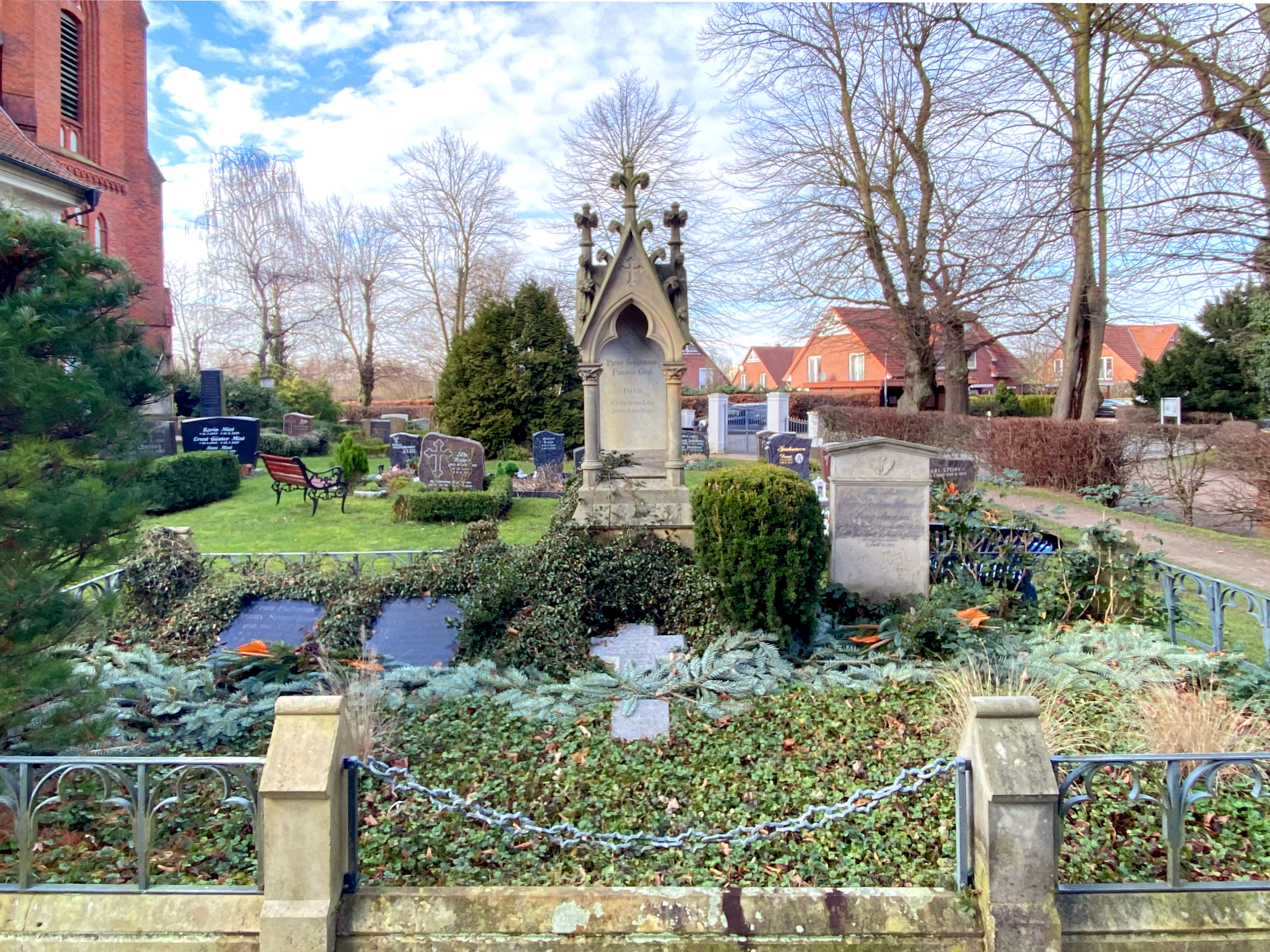
Familiengrabstätte Heinrich Matthias Sengelmann, Friedhof Hamburg-Moorfleet (2023)

Bereits in seiner Zeit in Moorfleet hatte Sengelmann 1850 im Pastorat eine Arbeitsschule eingerichtet. Darin nahm er Jungen auf, die nicht zur Schule gehen konnten, weil sie ihren Eltern in Haus und Garten helfen mussten. Im Pastorat erhielten sie vormittags Unterricht und kehrten abends zu den Eltern zurück. Als immer mehr Kinder um Aufnahme baten, wurde ein eigenes Haus für sie erworben und „St. Nicolaistift“ genannt. 1860 kaufte Sengelmann in Alsterdorf ein Anwesen mit Wohnhaus, Scheune und Land, das von der Bewahranstalt für Knaben und Mädchen bezogen wurde. Ab 1863 wurden auch sogenannte „Idioten“ aufgenommen, für die ein eigener Neubau errichtet wurde. Sengelmann widmete sich in der Folge als unbesoldeter Direktor den verwalterischen und organisatorischen Aufgaben, gab eine Monatszeitschrift, „Der Bote aus dem Alsterthal“, heraus und sammelte Geld auf Vortragsreisen. Die Anstalten wurden fortwährend erweitert. 1869 wurde ein Mädchenheim erbaut und 1874 erweitert, 1869 ein Pensionat für schwach begabte Kinder höherer Stände, zwei Jahre später ein Kinderheim für körperlich leidende Kinder errichtet.
Sengelmann wurde zum wichtigsten Lobbyisten der kirchlichen Anstaltsfürsorge für geistig Behinderte in der zweiten Hälfte des 19. Jahrhunderts, die sich von der pädagogischen wie der medizinischen Richtung abgrenzte.  1874 gründete er die Interessenvertretung „Conferenz für Idioten-Heil-Pflege“, den Vorläufer des heutigen Bundesverbandes evangelischer Behindertenhilfe, und stand ihr zwanzig Jahre lang vor. Auf vielen Reisen im In- und Ausland warb er für seine Sache. Seine Grundsätze über die Behandlung der „Idioten“ legte er in dem dreibändigen Werk „Idiotophilus“ (1888) nieder, dem ersten zusammenfassenden Werk zur „Idiotenfürsorge“ in deutscher Sprache.
Sengelmann war der erste Pastor, der der Hamburgischen Bürgerschaft kurze Zeit angehörte. Gewählt wurde er am 30. Oktober 1874 über den Wahlkreis Hamburg-Groß Borstel, wurde dann Abgeordneter der Bürgerschaft am 4. November 1874, musste jedoch nach sechs Monaten im Juni 1875 das Parlament wieder verlassen. Laut einem Artikel im Hamburgischen Correspondent vom 9. Juni 1875 vertrat der Legitimationsausschuss der Bürgerschaft die Auffassung, „daß nach der Verfassung von 1860 kein Staatsangehöriger zur Bürgerschaft wählbar ist, der nicht einen drei Jahre alten Bürgerbrief beibringen kann, und hält die Wahl des Herrn Sengelmann für ungültig, weil er überall keinen Bürgerbrief beibringen kann.“ 
Zum Zeitpunkt seines Todes 1899 lebten mehr als 600 geistig, körperlich und seelisch behinderte Kinder und Erwachsene und 140 Mitarbeiter in den Anstalten. Nach ihm sind die Sengelmannstraße und die Sengelmannbrücke im Hamburger Stadtteil Alsterdorf sowie das Heinrich Sengelmann Krankenhaus in Bargfeld-Stegen benannt.

## Privates
Sengelmann war zweimal verheiratet. 1844 lernte er während eines Kuraufenthaltes in Bad Ems  die russische Adelige Anna Sophia Adele von Saß kennen, die er 1846 auf der Insel Ösel (heute Estland) ehelichte. Der einzige Sohn verstarb wenige Monate nach seiner Geburt und Adele Sengelmann starb 1858. Im Folgejahr heiratete er die Tochter eines Pastorenkollegen, Jane Elisabeth von Ahsen, genannt Jenny Sengelmann († 1913).
In der Nacht des 27. Januars 1899 erlitt Sengelmann einen Schlaganfall, an dessen Folgen er am 3. Februar starb. Er wurde auf der Familiengrabstätte in Hamburg-Moorfleet beigesetzt, die seither von den Alsterdorfer Anstalten betreut wird.

## Werke
- Das Buch von den sieben weisen Meistern. Halle 1842.
- Zwei Predigten, am Palmensonntage in der Aula und am ersten heiligen Osterfeiertage in der St. Catharinenkirche gehalten ...: Mit einem Vorworte über den Hamburger Jünglingsverein. Hamburg 1844.
- Vesperglocke. Fünfzig Liturgien für Abendgottesdienste. Leipzig 1855.
- Dr. Joseph Wolff. Ein Wanderleben. Hamburg 1863.
- Evangelische Erinnerungen. Hamburg 1864.
- Die Alsterdorfer Anstalten. Ein Lebensbild. Frankfurt am Main 1871.
- Idiotophilus. 3 Bde., Norden 1885.
- Die Arbeit an den Schwach- und Blödsinnigen. Gotha 1891.
- Die Anstalten für Idioten und Epileptische in Deutschland und der deutschen Schweiz. Norden 1898.